# Lohmannia embrionalis
Lohmannia embrionalis är en kvalsterart som beskrevs av Sandór Mahunka 1978. Lohmannia embrionalis ingår i släktet Lohmannia och familjen Lohmanniidae. Inga underarter finns listade i Catalogue of Life.